# Eumecosoma tarsalis
Eumecosoma tarsalis là một loài ruồi trong họ Asilidae. Eumecosoma tarsalis được Curran miêu tả năm 1930.